# Dimechaux
Dimechaux település Franciaországban, Nord megyében. Lakosainak száma 327 fő (2022. január 1.). Dimechaux Choisies, Solrinnes, Wattignies-la-Victoire, Damousies, Dimont, Lez-Fontaine és Obrechies községekkel határos.

## Népesség
A település népességének változása:
| Lakosok száma | 370  | 363  | 356  | 339  | 337  | 330  | 326  | 326  | 327  |
|               | 2013 | 2015 | 2016 | 2017 | 2018 | 2019 | 2020 | 2021 | 2022 |